# Neuseeländische Cricket-Nationalmannschaft in den West Indies in der Saison 1995/96
Die Tour der neuseeländischen Cricket-Nationalmannschaft in die West Indies in der Saison 1995/96 fand vom 26. März bis zum 2. Mai 1996 statt. Die internationale Cricket-Tour war Bestandteil der Internationalen Cricket-Saison 1995/96 und umfasste zwei Tests und fünf ODIs. West Indies gewann die Test-Serie 1–0 und die ODI-Serie 3–2.

## Vorgeschichte
Die West Indies bestritten zuvor eine Tour gegen Sri Lanka, Neuseeland den Cricket World Cup 1996. Das letzte Aufeinandertreffen der beiden Mannschaften bei einer Tour fand in der Saison 1994/95 in Neuseeland statt.

## Stadien
Die folgenden Stadien wurden für die Tour als Austragungsort vorgesehen.
| Stadt         | Land                           | Stadion                   | Kapazität | Spiele      |
| ------------- | ------------------------------ | ------------------------- | --------- | ----------- |
| Bridgetown    | Barbados                       | Kensington Oval           | 11.000    | 1. Test     |
| Georgetown    | Guyana                         | Bourda Cricket Ground     | 25.000    | 4. ODI      |
| Kingston      | Jamaika                        | Sabina Park               | 20.000    | 1. ODI      |
| Kingstown     | St. Vincent und die Grenadinen | Arnos Vale Stadium        | 18.000    | 5. ODI      |
| Port of Spain | Trinidad und Tobago            | Queen’s Park Oval         | 25.000    | 2. & 3. ODI |
| St. John’s    | Antigua und Barbuda            | Antigua Recreation Ground | 12.000    | 2. Test     |

## Kaderlisten
Die folgenden Kader wurden von den Mannschaften benannt.
| Test | Test | ODI | ODI |
| West Indies | Neuseeland | West Indies | Neuseeland |
| --- | --- | --- | --- |
| - Jimmy Adams - Curtly Ambrose - Ian Bishop - Courtney Browne - Sherwin Campbell - Shivnarine Chanderpaul - Rajindra Dhanraj - Brian Lara - Robert Samuels - Phil Simmons - Patterson Thompson - Courtney Walsh | - Nathan Astle - Stephen Fleming - Lee Germon - Chris Harris - Robert Kennedy - Gavin Larsen - Danny Morrison - Adam Parore - Dipak Patel - Craig Spearman - Roger Twose - Justin Vaughan | - Jimmy Adams - Curtly Ambrose - Ian Bishop - Courtney Browne - Shivnarine Chanderpaul - Roger Harper - Roland Holder - Ridley Jacobs - Brian Lara - Phil Simmons - Philo Wallace - Courtney Walsh - Stuart Williams - Laurie Williams | - Nathan Astle - Stephen Fleming - Lee Germon - Chris Harris - Robert Kennedy - Gavin Larsen - Danny Morrison - Adam Parore - Dipak Patel - Craig Spearman - Roger Twose - Justin Vaughan |

## One-Day Internationals

### Erstes ODI in Kingston
| 26. März Scorecard | Kingston | Neuseeland 243 (49.1)            | – | West Indies 247-9 (49.1) |
|                    |          | West Indies gewinnt mit 1 Wicket |   |                          |

### Zweites ODI in Port of Spain
| 29. März Scorecard | Port of Spain | West Indies 238-7 (50)           | – | Neuseeland 239-6 (49.5) |
|                    |               | Neuseeland gewinnt mit 4 Wickets |   |                         |

### Drittes ODI in Port of Spain
| 30. März Scorecard | Port of Spain | Neuseeland 219-8 (50)             | – | West Indies 225-3 (45.4) |
|                    |               | West Indies gewinnt mit 7 Wickets |   |                          |

### Viertes ODI in Georgetown
| 3. April Scorecard | Georgetown | Neuseeland 158 (35.5)         | – | West Indies 154 (49.1) |
|                    |            | Neuseeland gewinnt mit 4 Runs |   |                        |

### Fünftes ODI in Kingstown
| 6. April Scorecard | Kingstown | Neuseeland 241-8 (50)             | – | West Indies 242-3 (48.3) |
|                    |           | West Indies gewinnt mit 7 Wickets |   |                          |

## Tests

### Erster Test in Bridgetown
| 19. – 23. April Scorecard | Bridgetown | Neuseeland 195 (62) & 305 (82)     | – | West Indies 472 (164.3) & 29-0 (4) |
|                           |            | West Indies gewinnt mit 10 Wickets |   |                                    |

### Zweiter Test in St. John’s
| 27. April – 2. Mai Scorecard | St. John’s | West Indies 548-7d (166) & 184 (61.3) | – | Neuseeland 437 (144.3) & 130-5 (65) |
|                              |            | Remis                                 |   |                                     |